# Адгербал
Адгербал (лат. Adherbal; * ? — 112 до н. е., Цирта, Нумідія (нині — Константіна, Алжир) — цар Нумідії, син Міціпси.
У 117 до н. е. Адгербал після вбивства свого брата Гіемпсала Югуртою шукав захисту у римського сенату. Сенат розділив царство між обома претендентами, причому Адгербалу дісталася пустельніша східна частина. Вже наступного року Югурта напав на Адгербала, розбив його військо та обложив його столицю Цирту. На прохання Адгербала сенат відправив туди посольство, яке від обох супротивників вимагало припинення війни. Але в 112 до н. е. Югурта, не звернувши на цей наказ ніякої уваги, продовжив облогу Цирти, примусив Адгербала до здачі, вбив його і всіх жителів міста, захоплених в полон зі зброєю в руках.